# غاريكيونغ
غاريكيونغ (بالإنجليزية: Gariqiong)‏ هي منطقة سكنية تقع في الصين في أزمة التبت والصين. يقدر عدد سكانها بـ
- نسمة .